# Yoshihiko Osanai
Yoshihiko Osanai (jap. 小山内 佳彦, Osanai Yoshihiko; * 24. März 1985) ist ein japanischer Skispringer.
Sein erstes internationales Springen absolvierte Osanai am 6. März 2004 beim FIS-Rennen auf der Miyanomori-Schanze in Sapporo. Er beendete das Springen auf dem 42. Platz.
Am 4. Dezember 2005 startete er beim Springen in Rovaniemi erstmals im Continental Cup. Dabei konnte er bereits im ersten Springen mit Platz 25 Continental-Cup-Punkte erreichen. Im zweiten Springen von der gleichen Schanze wurde er 19. Neben dem Continental Cup startete Osanai auch weiterhin im FIS Cup. Beim Continental-Cup-Springen am 18. August 2007 wurde er Zweiter, was seinen bisher größten Erfolg in diesem Wettbewerb darstellt.
Am 31. Januar 2009 startete er im Rahmen der Nationalen Gruppe beim Weltcup-Springen auf der Ōkurayama-Schanze in Sapporo. Nachdem er sich erfolgreich qualifizieren konnte, wurde er im Springen am Ende nur 37. und verpasste so seine ersten Weltcup-Punkte. Beim Skiflug-Teamwettbewerb am 15. Februar 2009 in Oberstdorf konnte er mit dem japanischen Team gemeinsam mit Kento Sakuyama, Yūta Watase und Taku Takeuchi den 9. Platz erreichen.